# Еньїмба
«Еньїмба» (англ. Enyimba International Football Club) — нігерійський футбольний клуб з міста Аба. Виступає в Прем'єр-лізі Нігерії.

## Історія
Заснований 1976 року. Домашні матчі проводить на стадіоні «Еньїмба», що вміщає 25 000 глядачів.
«Еньїмба» є одним з найуспішніших нігерійських клубів на міжнародній арені за всю історію, а також найсильнішим клубом Нігерії першого десятиліття 21 століття. «Війни Аба» — перший і поки єдиний клуб з Нігерії, якому вдалося перемогти в Лізі чемпіонів КАФ, причому, двічі поспіль — в 2003 та 2004 роках. Також «Еньїмба» є єдиним нігерійським клубом, який коли-небудь перемагав в Суперкубку КАФ.

## Досягнення

### Місцеві
- Чемпіон Нігерії (6): 2001, 2002, 2003, 2005, 2007, 2010
- Володар Кубка Нігерії (3): 2005, 2009, 2013
- Володар Суперкубка Нігерії (4): 2001, 2003, 2010, 2013

### Міжнародні
- Переможець Ліги чемпіонів КАФ (2): 2003, 2004
- Володар Суперкубка КАФ (2): 2003, 2004

## Відомі гравці
У списку подано гравців, що виступали за свої національні збірні
- Деле Аєнугба
- Віктор Обінна
- Джеймс Обіора
- Калу Уче
- Августін Егуавон
- Вінсент Еньєама
- Реубен Гебріел

## Відомі тренери
- Деніел Амокачі (2008)
- Августін Егуавон (2008–09)